# GD Lage Malabo
Grupo Deportivo Lage Malabo ist ein Fußballverein aus Äquatorialguinea.

## Geschichte
Der größte Erfolg des Vereins war im Jahr 1984, als man den nationalen Pokal überraschend gewinnen konnte. Damit qualifizierte man sich für den CAF Cup Winners 1984. Nach dem ersten Spiel (0:0) gegen Avia Sports Bangui verzichtete man aus finanziellen Gründen auf das Rückspiel und schied aus. Aktuell spielt der Verein in der 2. Liga des Landes.

## Erfolge
- Copa Ecuatoguineana (1): 1984

## Statistik in den CAF-Wettbewerben
| Saison | Wettbewerb      | Runde    | Land                         | Verein             | Heim | Auswärts |
| ------ | --------------- | -------- | ---------------------------- | ------------------ | ---- | -------- |
| 1984   | CAF Cup Winners | Vorrunde | Zentralafrikanische Republik | Avia Sports Bangui | 0:0  | o/w      |